# Tenimyu
 (mars 2023).
La mise en forme du texte ne suit pas les recommandations de Wikipédia : il faut le « wikifier ».
Les points d'amélioration suivants sont les cas les plus fréquents. Le détail des points à revoir est peut-être précisé sur la page de discussion.
- Les titres sont pré-formatés par le logiciel. Ils ne sont ni en capitales, ni en gras.
- Le texte ne doit pas être écrit en capitales (les noms de famille non plus), ni en gras, ni en italique, ni en « petit »…
- Le gras n'est utilisé que pour surligner le titre de l'article dans l'introduction, une seule fois.
- L'italique est rarement utilisé : mots en langue étrangère, titres d'œuvres, noms de bateaux, etc.
- Les citations ne sont pas en italique mais en corps de texte normal. Elles sont entourées par des guillemets français : « et ».
- Les listes à puces sont à éviter, des paragraphes rédigés étant largement préférés. Les tableaux sont à réserver à la présentation de données structurées (résultats, etc.).
- Les appels de note de bas de page (petits chiffres en exposant, introduits par l'outil «  Source ») sont à placer entre la fin de phrase et le point final[comme ça].
- Les liens internes (vers d'autres articles de Wikipédia) sont à choisir avec parcimonie. Créez des liens vers des articles approfondissant le sujet. Les termes génériques sans rapport avec le sujet sont à éviter, ainsi que les répétitions de liens vers un même terme.
- Les liens externes sont à placer uniquement dans une section « Liens externes », à la fin de l'article. Ces liens sont à choisir avec parcimonie suivant les règles définies. Si un lien sert de source à l'article, son insertion dans le texte est à faire par les notes de bas de page.
- La présentation des références doit suivre les conventions bibliographiques. Il est recommandé d'utiliser les modèles {{Ouvrage}}, {{Chapitre}}, {{Article}}, {{Lien web}} et/ou {{Bibliographie}}. Le mode d'édition visuel peut mettre en forme automatiquement les références.
- Insérer une infobox (cadre d'informations à droite) n'est pas obligatoire pour parachever la mise en page.

Pour une aide détaillée, merci de consulter Aide:Wikification.
Si vous pensez que ces points ont été résolus, vous pouvez retirer ce bandeau et améliorer la mise en forme d'un autre article.
The Prince of Tennis Musical, aussi connu sous le nom de "Tenipuri Musical", "Tenimyu, " ou "GekiPuri" (Stage Prince), est une série de comédies musicales basée sur la série et le manga Prince of Tennis. Le premier show s'est ouvert durant la Golden Week 2003. La popularité et la demande étaient telles que Maverlous Entertanment a décidé de continuer toute la série, chaque show couvrant une partie du manga.
Certains changements ont été apportés : les personnages féminins, certains personnages et équipes ont été supprimés.

## Performances
On peut faire la différence entre plusieurs sortes de performances: 
Les performances où les acteurs suivent actuellement l'histoire du manga, ils ont un texte et les musiques suivent un ordre précis.
Les concerts, appelés Dream Live, qui n'ont pas d'histoire mais qui regroupent toutes les chansons chantées lors des performances précédentes et les différentes équipes présentes lors de celles-ci.
Les performances sont, dans l'ordre chronologique :
| Année     | Titres                                                                                  | Info |
| --------- | --------------------------------------------------------------------------------------- | --- |
| 2003      | Musical Tennis no Oujisama                                                              | Couvre la première partie de l'histoire depuis l'arrivée de Ryoma Echizen jusqu'au classement des matches de Seigaku. - Du 30 avril au 5 mai 2003 au Tokyo Metropolitan Art Space - Du 7 août au 13 août 2003 |
| 2003-2004 | Musical Tennis no Ohjisama - Remarkable 1st Match Fudomine                              | Couvre les matches entre Seigaku et l'équipe rivale Fudomine Chuu. - Du 30 décembre au 30 décembre 2003 - Du 1er janvier au 5 janvier 2004 |
| 2004      | Musical Tennis no Oujisama - Dream Live 1st                                             | Le premier concert live comprenant les chansons des deux premiers tenimyu. L'invité est Ibu Shinji de Fudomine. À noter, l'arrivée de Yuya Endo dans le rôle de Ryoma. - Le 13 juin 2004 au Tokyo Taiikukan |
| 2004      | Musical Tennis no Oujisama - More Than Limit St. Rudolph Gakuen                         | Couvre les matches entre Seigaku et l'équipe rivale de St. Rudolph Gakuen. - Du 29 juillet au 8 août 2004 - Du 11 août au 11 août 2004 |
| 2004      | Musical Tennis no Oujisama - in winter 2004-2005 side Fudomine ~special match~          | Nouvelle représentation du Remarkable 1st Match Fudomine. Graduation du premier casting. Retour de Kotaroh Yanagi dans le rôle de Ryoma. - Du 29 décembre 2004 au 2 janvier 2005 au Tokyo Geijutsu Gekijo. |
| 2004-2005 | Musical Tennis no Oujisama - in winter 2004-2005 side Yamabuki feat. St. Rudolph Gakuen | Couvre les matches entre Seigaku et l'équipe rivale Yamabuki Chuu. L'équipe rivale de St. Rudolph sont les invités. Début du deuxième génération des membres de l'équipe de Seigaku. - Du 8 janvier au 10 janvier 2005 à Osaka - Du 20 janvier au 23 janvier 2003 au Tokyo Mielparqu Hall |
| 2005      | Musical Tennis no Oujisama - Dream Live 2nd                                             | Deuxième concert live comprenant toutes les musiques des précédents Tenimyu. Les équipes présentents sont Seigaku, Fudomine, St. Rudolph et Yamabuki. Graduation de Yuya Endo. - Le 4 mai 2005 au Tokyo Bay NK Hall |
| 2005      | Musical Tennis no Oujisama - The Imperial Match Hyoutei Gakuen                          | Couvre les matches entre Seigaku et l'équipe rivale de Hyotei Gakuen. Les invités sont les équipes de St. Rudolph et Yamabuki Chuu. - Du 8 août au 14 août 2005 - Du 17 août au 20 août 2005 |
| 2005-2006 | Musical Tennis no Oujisama - The Imperial Match Hyoutei Gakuen in winter 2005-2006      | Nouvelle performance de 'The Imperial Match Hyotei Gakuen'. Les invités sont Fudomine, St. Rudolph et Yamabuki Chuu. - Du 19 décembre au 25 décembre 2005 - Du 28 décembre 2005 au 2 janvier 2006 |
| 2006      | Musical Tennis no Oujisama - Dream Live 3rd                                             | Troisième concert live comprenant les musiques de The Imperial Match Hyotei Gakuen in winter. Les invités sont tous les membres de l'équipe de Hyotei. Concert de Graduation du deuxième casting, à l'exception de Hiroki Aiba - Du 28 mars au 29 mars 2006 au Zepp Tokyo |
| 2006      | Musical Tennis no Oujisama - Advancement Match Rokkaku feat. Hyotei Gakuen              | Couvre les matches entre Seigaku et l'équipe rivale de Hyotei Gakuen. Kousuke Kujirai reprend son rôle de Kaoru Kaidoh. Début de la troisième génération des membres de l'équipe de Seigaku. - Du 3 août au 13 août à Tokyo - Du 17 août au 19 août 2006 à Osaka - Du 23 août au 25 août 2006 au Meitetsu Theater Hall à Nagoya |
| 2006-2007 | Musical Tennis no Oujisama - Absolute King Rikkai feat. Rokkaku ~ First Service         | Couvre les matches en double de Seigaku et de l'équipe rivale de Rikkai Daigaku Fuzoku. Les invités sont les membres de l'équipe de Rokkaku Chuu. - Du 13 décembre au 25 décembre 2006 à Tokyo - Du 28 décembre 2006 au 8 janvier 2007 à Osaka |
| 2007      | Musical Tennis no Oujisama - Dream Live 4th                                             | Quatrième live comprenant les équipes de Fudomine, St. Rudolph, Yamabuki Chuu, Hyotei Gakuen, Rokkaku Chuu et Rikkai Daigaku Fuzoku. - Du 30 mars au 31 mars 2007 à Yokohama |
| 2007      | Musical Tennis no Oujisama - Dream Live 4th ~Extra~                                     | Performances additionnelles à Osaka avec les équipes de Rikkai Daigaku Fuzoku et Rokkaku Chuu. Les invités sont Kiyosumi Sengoku (Masato Wada et Kentarou Minami (Hiroshi Yazaki) de Yamabuki Chuu ainsi que Gakuto Mukahi (Ruito Aoyagi) et Wakashi Hiyoshi (Ryunosuke Kawai) des Hyotei. À l'origine, Kenta Kamakari devait apparaître à la place de Ryunosuke Kawai mais à cause de son hospitalisation, il a été remplacé. - Du 17 mai au 20 mai 2007 |
| 2007      | Musical Tennis no Oujisama - Absolute King Rikkai feat. Rokkaku ~ Second Service        | Couvre les matches en simple de Seigaku et de l'équipe rivale de Rikkai Daigaku Fuzoku. Les matches invités sont l'équipe de Rokkaku Chuu et deux membres du nouveau casting de l'équipe de Higa Chuu, Luke C et Takeshi Hayashino. Graduation du troisième casting, sauf Tomo Yanagishita, qui garde son rôle en alternance avec Yuuichirou Hirata. |
| 2007-2008 | Musical Tennis no Oujisama - The Progressive Match Higa Chuu feat. Rikkai               | Couvre les matches de Seigaku et les membres de l'équipe rivale de Higa Chuu. Les invités sont les membres de l'équipe de Rikkai Daigaku Fuzoku. Première partie de l'arc des Nationals. - Du 12 décembre 2007 au 11 février 2008 |
| 2008      | Musical Tennis no Oujisama - Dream Live 5th                                             | Cinquième live comprenant les équipes de Higa Chuu, Rikkai,Rokkaku Chuu, Hyotei Gakuen, Yamabuki Chuu, St. Rudolph, et Fudomine. - Du 17 mai au 18 mai 2008 à Tokyo - Du 27 mai au 25 mai à Osaka |
| 2008      | Musical Tennis no Oujisama - The Imperial Presence Hyoutei Gakuen feat. Higa Chuu       | Couvre les matches de Seigaku et de l'équipe rivale de Hyotei Gakuen. Les invités sont les membres de l'équipe de Higa Chuu. Seconde partie de l'arc des Nationals. Premier Tenimyu à être performé à l'étranger: Taïwan et la Corée du Sud - Du 27 juillet au 29 octobre 2008 |

## Distributions

### Musical Tennis no Ohjisama (2003)
Durant les performances de printemps, les rôles de Eiji Kikumaru et Takashi Kawamura furent joués par Takashi Nagayama et Ryoji Morimoto.
- Kotaroh Yanagi : Ryoma Echizen
- Eiji Takigawa : Kunimitsu Tezuka
- Yuichi Tsuchiya : Shuichiro Oishi
- Kimeru : Shusuke Fuji
- Yamazaki Ichitaro : Eiji Kikumaru
- Yoshitsugu Abe : Takashi Kawamura
- Sota Aoyama : Sadaharu Inui
- Eiji Moriyama : Takeshi Momoshiro
- Naoya Gomoto : Kaoru Kaidoh
- Yusuke Ishibashi : Satoshi Horio
- Toshiyuki Toyonaga : Kachiro Kato
- Masaru Hotta : Katsuo Mizuno
- Yukio Ueshima : Nanjirō Echizen
- Jiro Morikawa : Masashi Arai
- Terumichi Kamai : Masaya Ikeda
- Masaki Osanai : Daisuke Hayashi
- Katsuo : Sasabe

### Remarkable1stMatch Fudomine (2003-2004)
Le casting original comprenait Kotaroh Yanagi, toujours dans le rôle de Ryoma, mais à la suite d'un accident de voiture très grave à la sortie des répétitions, Kimeru, qui jouait Shusuke Fuji prit sa place. Takashi Nagayama reprit son rôle et laissa le rôle de Eiji Kikumaru à Ichitaro.
- Kimeru : Ryoma Echizen
- Eiji Takigawa : Kunimitsu Tezuka
- Yuichi Tsuchiya : Shuichiro Oishi
- Takashi Nagayama : Shusuke Fuji
- Yamazaki Ichitaro : Eiji Kikumaru
- Yoshitsugu Abe : Takashi Kawamura
- Sota Aoyama : Sadaharu Inui
- Eiji Moriyama : Takeshi Momoshiro
- Naoya Gomoto : Kaoru Kaidoh
- Yusuke Ishibashi : Satoshi Horio
- Toshiyuki Toyonaga : Kachiro Kato
- Masaru Hotta : Katsuo Mizuno
- Yukio Ueshima : Nanjirō Echizen
- Takuma Sugawara : Kippei Tachibana
- Ryosei Konishi : Shinji Ibu
- Matsui Yasuyuki : Akira Kamio
- Mamoru Miyano : Tetsu Ishida
- Shun Takagi : Masaya Sakurai

### Dream Live1st(2004)
Arrivée de Yuya Endo dans le rôle de Ryoma Echizen.
- Yuya Endo : Ryoma Echizen
- Eiji Takigawa : Kunimitsu Tezuka
- Yuichi Tsuchiya : Shuichiro Oishi
- Kimeru : Shusuke Fuji
- Takashi Nagayama : Eiji Kikumaru
- Yoshitsugu Abe : Takashi Kawamura
- Sota Aoyama : Sadaharu Inui
- Eiji Moriyama : Takeshi Momoshiro
- Naoya Gomoto : Kaoru Kaidoh
- Yusuke Ishibashi : Satoshi Horio
- Toshiyuki Toyonaga : Kachiro Kato
- Masaru Hotta : Katsuo Mizuno
- Yukio Ueshima : Nanjirō Echizen
- Ryosei Konishi : Shinji Ibu

### More Than Limit St. Rudolph Gakuen (2004)
Kengo Okuchi et Eiki Kitamura remplacèrent respectivement, pour "More Than Limit  St. Rudolph Gakuen", Eiji Takigawa et Yoshitsugu Abe dans les rôles de Kunimitsu Tezuka et Takashi Kawamura. 
- Yuya Endo : Ryoma Echizen
- Kengo Okuchi : Kunimitsu Tezuka
- Yuichi Tsuchiya : Shuichiro Oishi
- Kimeru : Shusuke Fuji
- Takashi Nagayama : Eiji Kikumaru
- Eiki Kitamura : Takashi Kawamura
- Sota Aoyama : Sadaharu Inui
- Eiji Moriyama : Takeshi Momoshiro
- Naoya Gomoto : Kaoru Kaidoh
- Yusuke Ishibashi : Satoshi Horio
- Toshiyuki Toyonaga : Kachiro Kato
- Masaru Hotta : Katsuo Mizuno
- Yukio Ueshima : Nanjirō Echizen
- Hidemasa Shiozawa : Hajime Mizuki
- KENN : Yuuta Fuji
- Kenji Aoki : Yoshirou Akazawa
- Mitsuyoshi Shinoda : Shinya Yanagisawa
- Ryosuke Kato : Atsushi Kisarazu
- Yuki Ohtake : Ichirou Kaneda

### In Winter 2004-2005 Side Fudomine ~Special Match~ (2004)
Retour de Kotaroh Yanagi dans le rôle de Echizen Ryoma qu'il partage avec Yuya Endo. L'un jouant les scènes parlées, l'autre dansant.
- Kotaroh Yanagi : Ryoma Echizen
- Yuya Endo : Ryoma Echizen
- Eiji Takigawa : Kunimitsu Tezuka
- Yuichi Tsuchiya : Shuichiro Oishi
- Kimeru : Shusuke Fuji
- Takashi Nagayama : Eiji Kikumaru
- Yoshitsugu Abe : Takashi Kawamura
- Sota Aoyama : Sadaharu Inui
- Eiji Moriyama : Takeshi Momoshiro
- Naoya Gomoto : Kaoru Kaidoh
- Yusuke Ishibashi : Satoshi Horio
- Toshiyuki Toyonaga : Kachiro Kato
- Masaru Hotta : Katsuo Mizuno
- Yukio Ueshima : Nanjirō Echizen
- YOH : Kippei Tachibana
- Ryosei Konishi : Shinji Ibu
- Yuki Fujiwara : Akira Kamio
- Mamoru Miyano : Tetsu Ishida
- Shun Takagi : Masaya Sakurai

### Side Yamabuki Feat. St. Rudolph Gakuen (2004-2005)
- Yuya Endo : Ryoma Echizen
- Yuu Shirota : Kunimitsu Tezuka
- Hiroki Suzuki : Shuichiro Oishi
- Hiroki Aiba : Shusuke Fuji
- Osamu Adachi : Eiji Kikumaru
- Yoshikazu Kotani : Takashi Kawamura
- Hirofumi Araki : Sadaharu Inui
- Masaki Kaji : Takeshi Momoshiro
- Kousuke Kujirai : Kaoru Kaidoh
- Yusuke Ishibashi : Satoshi Horio
- Toshiyuki Toyonaga : Kachiro Kato
- Masaru Hotta : Katsuo Mizuno
- JURI : Jin Akutsu
- Yuki Kawakubo : Taichi Dan
- Masato Wada : Kiyosumi Sengoku
- Hiroshi Yazaki : Kentarou Minami
- Iori Hayashi : Masami Higashikata
- Takahiko Yanagisawa : Muromachi Toji
- KENN : Yuuta Fuji
- Kenji Aoki : Yoshirou Akazawa
- Mitsuyoshi Shinoda : Shinya Yanagisawa
- Ryosuke Kato : Atsushi Kisarazu
- Yuki Ohtake : Ichirou Kaneda

### Dream Live2nd(2005)
Le rôle de Ryoma Echizen est toujours partagé entre Yanagi et Endo. Cependant, Yanagi apparaît une seule fois alors qu'Endo performe tout le long du show. 
- Yuya Endo : Ryoma Echizen
- Kotaro Yanagi : Ryoma Echizen
- Yuu Shirota : Kunimitsu Tezuka
- Hiroki Suzuki : Shuichiro Oishi
- Hiroki Aiba : Shusuke Fuji
- Osamu Adachi : Eiji Kikumaru
- Yoshikazu Kotani : Takashi Kawamura
- Hirofumi Araki : Sadaharu Inui
- Masaki Kaji : Takeshi Momoshiro
- Kousuke Kujirai : Kaoru Kaidoh
- Yusuke Ishibashi : Satoshi Horio
- Toshiyuki Toyonaga : Kachiro Kato
- Masaru Hotta : Katsuo Mizuno
- Yukio Ueshima : Nanjirō Echizen
- YOH : Kippei Tachibana
- Yuki Fujiwara : Akira Kamio
- Mamoru Miyano : Tetsu Ishida
- Shun Takagi : Masaya Sakurai
- Hidemasa Shiozawa : Hajime Mizuki
- KENN : Yuuta Fuji
- Kenji Aoki : Yoshirou Akazawa
- Ryosuke Kato : Atsushi Kisarazu
- Yuki Ohtake : Ichirou Kaneda
- JURI : Jin Akutsu
- Yuki Kawakubo : Taichi Dan
- Masato Wada : Kiyosumi Sengoku
- Hiroshi Yazaki : Kentarou Minami
- Iori Hayashi : Masami Higashikata
- Takahiko Yanagisawa : Muromachi Toji

### The Imperial Match Hyoutei Gakuen (2005)
- Kotaroh Yanagi : Ryoma Echizen
- Yuu  Shirota : Kunimitsu Tezuka
- Hiroki Suzuki : Shuichiro Oishi
- Hiroki Aiba : Shusuke Fuji
- Osamu Adachi : Eiji Kikumaru
- Yoshikazu Kotani : Takashi Kawamura
- Hirofumi Araki : Sadaharu Inui
- Masaki Kaji : Takeshi Momoshiro
- Kousuke Kujirai : Kaoru Kaidoh
- Yusuke Ishibashi : Satoshi Horio
- Toshiyuki Toyonaga : Kachiro Kato
- Masaru Hotta : Katsuo Mizuno
- Kazuki Katō : Keigo Atobe
- Ryo Washimi : Munehiro Kabaji
- Takumi Saito : Yuushi Oshitari
- Ruito Aoyagi : Gakuto Mukahi
- Kenta Kamakari : Ryoh Shishido
- Koji Date : Ootori Chotaroh
- Takuya : Jirou Akutagawa
- Ryunosuke Kawai : Wakashi Hiyoshi
- Hidemasa Shiozawa : Hajime Mizuki
- KENN : Yuuta Fuji
- Mitsuyoshi Shinoda : Shinya Yanagisawa
- JURI : Jin Akutsu
- Yuki Kawakubo : Taichi Dan
- Masato Wada : Kiyosumi Sengoku

### The Imperial Match Hyoutei Gakuen in Winter (2005-2006)
- Kotaroh Yanagi : Ryoma Echizen
- Yuu Shirota : Kunimitsu Tezuka
- Hiroki Suzuki : Shuichiro Oishi
- Hiroki Aiba : Shusuke Fuji
- Osamu Adachi : Eiji Kikumaru
- Yoshikazu Kotani : Takashi Kawamura
- Hirofumi Araki : Sadaharu Inui
- Masaki Kaji : Takeshi Momoshiro
- Kousuke Kujirai : Kaoru Kaidoh
- Yusuke Ishibashi : Satoshi Horio
- Toshiyuki Toyonaga : Kachiro Kato
- Masaru Hotta : Katsuo Mizuno
- Kazuki Katō : Keigo Atobe
- Ryo Washimi : Munehiro Kabaji
- Takumi Saito : Yuushi Oshitari
- Ruito Aoyagi : Gakuto Mukahi
- Kenta Kamakari : Ryoh Shishido
- Koji Date : Ootori Chotaroh
- Takuya : Jirou Akutagawa
- Ryunosuke Kawai : Wakashi Hiyoshi
- Hidemasa Shiozawa : Hajime Mizuki
- Kenji Aoki : Yoshirou Akazawa
- Mitsuyoshi Shinoda : Shinya Yanagisawa
- JURI : Jin Akutsu
- Yuki Kawakubo : Taichi Dan
- Hiroshi Yazaki : Kentarou Minami
- Iori Hayashi : Masami Higashikata
- Mamoru Miyano : Tetsu Ishida
- Shun Takagi : Masaya Sakurai
- KENN : Yuuta Fuji
- Masato Wada : Kiyosumi Sengoku

### Dream Live3rd(2006)
- Kotaroh Yanagi : Ryoma Echizen
- Yuu Shirota : Kunimitsu Tezuka
- Hiroki Suzuki : Shuichiro Oishi
- Hiroki Aiba : Shusuke Fuji
- Osamu Adachi : Eiji Kikumaru
- Yoshikazu Kotani : Takashi Kawamura
- Hirofumi Araki : Sadaharu Inui
- Masaki Kaji : Takeshi Momoshiro
- Kousuke Kujirai : Kaoru Kaidoh
- Yusuke Ishibashi : Satoshi Horio
- Toshiyuki Toyonaga : Kachiro Kato
- Masaru Hotta : Katsuo Mizuno
- Kazuki Katō : Keigo Atobe
- Ryo Washimi : Munehiro Kabaji
- Takumi Saito : Yuushi Oshitari
- Ruito Aoyagi : Gakuto Mukahi
- Kenta Kamakari : Ryoh Shishido
- Koji Date : Ootori Chotaroh
- Takuya : Jirou Akutagawa
- Ryunosuke Kawai : Wakashi Hiyoshi

### Advancement Match Rokkaku feat. Hyotei Gakuen (2006)
Le casting original comprenait Takahiro Tasaki dans le rôle de Kaoru Kaidoh mais, à la suite de sa désistation, Kousuke Kujirai reprit le rôle alors qu'il venait de graduer. 
- Dori Sakurada : Ryoma Echizen
- Keisuke Minami : Kunimitsu Tezuka
- Yukihiro Takiguchi : Shuichiro Oishi
- Hiroki Aiba : Shusuke Fuji
- Koji Seto : Eiji Kikumaru
- Kouji Watanabe : Takashi Kawamura
- Masei Nakayama : Sadaharu Inui
- Shinpei Takagi : Takeshi Momoshiro
- Kousuke Kujirai : Kaoru Kaidoh
- Masaki Hara : Satoshi Horio
- Yuya Mori : Kachiro Kato
- Yuki Okamoto : Katsuo Mizuno
- Kazuma Kawahara : Aoi Kentaro
- Kanata Irei : Kojirou Saeki
- Ryosuke Kato : Ryoh Kisarazu
- Airu Shiozaki : Hikaru Amane
- Gaku Shindo : Harukaze Kurobane
- Shoma Ikegami : Marehiko Itsuki
- Kazuki Katō : Keigo Atobe
- Ryo Washimi : Munehiro Kabaji
- Takumi Saito : Yuushi Oshitari
- Ruito Aoyagi : Gakuto Mukahi
- Kenta Kamakari : Ryoh Shishido
- Koji Date : Ootori Chotaroh
- Takuya : Jirou Akutagawa
- Ryunosuke Kawai : Wakashi Hiyoshi

### Absolute King Rikkai feat. Rokkaku ~ First Service (2006-2007)
Nouveaux acteurs dans les rôles de Kaoru Kaidoh, Kachiro Kato, et Katsuo Mizuno.
- Dori Sakurada : Ryoma Echizen
- Keisuke Minami : Kunimitsu Tezuka
- Yukihiro Takiguchi : Shuichiro Oishi
- Hiroki Aiba : Shusuke Fuji
- Koji Seto : Eiji Kikumaru
- Kouji Watanabe : Takashi Kawamura
- Masei Nakayama : Sadaharu Inui
- Shinpei Takagi : Takeshi Momoshiro
- Tomo Yanagishita : Kaoru Kaidoh
- Masaki Hara : Satoshi Horio
- Ryou Kawamoto : Kachiro Kato
- Kouichi Eguchi : Katsuo Mizuno
- Ren Yagami : Seiichi Yukimura
- Kentarou Kanesaki : Genichirou Sanada
- Kento Ono : Renji Yanagi
- Masataka Nakagauchi : Masaharu Niou
- Toru Baba : Hiroshi Yagyuu
- Genki Ookawa : Akaya Kirihara
- Renn Kiriyama : Bunta Marui
- Jutta Yuuki : Jackal Kuwahara
- Kazuma Kawahara : Aoi Kentaro
- Kanata Irei : Kojirou Saeki
- Ryosuke Kato : Ryou Kisarazu
- Airu Shiozaki : Hikaru Amane
- Gaku Shindo : Harukaze Kurobane
- Shoma Ikegami : Marehiko Itsuki

### Dream Live4th(2007)
- Dori Sakurada : Ryoma Echizen
- Keisuke Minami : Kunimitsu Tezuka
- Yukihiro Takiguchi : Shuichiro Oishi
- Hiroki Aiba : Shusuke Fuji
- Koji Seto : Eiji Kikumaru
- Kouji Watanabe : Takashi Kawamura
- Masei Nakayama : Sadaharu Inui
- Shinpei Takagi : Takeshi Momoshiro
- Tomo Yanagishita : Kaoru Kaidoh
- Masaki Hara : Satoshi Horio
- Ryou Kawamoto : Kachiro Kato
- Kouichi Eguchi : Katsuo Mizuno
- YOH : Kippei Tachibana
- Yuki Fujiwara : Akira Kamio
- Mamoru Miyano : Tetsu Ishida
- Shun Takagi : Masaya Sakurai
- Kenji Aoki : Yoshirou Akazawa
- Mitsuyoshi Shinoda : Shinya Yanagisawa
- Ryosuke Kato : Atsushi Kisarazu
- Yuki Ohtake : Ichirou Kaneda
- Yuki Kawakubo : Taichi Dan
- Masato Wada : Kiyosumi Sengoku
- Hiroshi Yazaki : Kentarou Minami
- Iori Hayashi : Masami Higashikata
- Takahiko Yanagisawa : Muromachi Toji
- Ryo Washimi : Munehiro Kabaji
- Ruito Aoyagi : Gakuto Mukahi
- Kenta Kamakari : Ryoh Shishido
- Koji Date : Chotaroh Ootori
- Ryunosuke Kawai : Wakashi Hiyoshi
- Takuya : Jiroh Akutagawa
- Kazuma Kawahara : Aoi Kentaro
- Kanata Irei : Kojirou Saeki
- Ryosuke Kato : Ryoh Kisarazu
- Airu Shiozaki : Hikaru Amane
- Gaku Shindo : Harukaze Kurobane
- Shoma Ikegami : Marehiko Itsuki
- Ren Yagami : Seiichi Yukimura
- Kentarou Kanesaki : Genichirou Sanada
- Kento Ono : Renji Yanagi
- Masataka Nakagauchi : Masaharu Niou
- Toru Baba : Hiroshi Yagyuu
- Genki Ookawa : Akaya Kirihara
- Renn Kiriyama : Bunta Marui
- Jutta Yuuki : Jackal Kuwahara

### Absolute King Rikkai feat. Rokkaku ~ Second Service (2007)
- Dori Sakurada : Ryoma Echizen
- Keisuke Minami : Kunimitsu Tezuka
- Yukihiro Takiguchi : Shuichiro Oishi
- Hiroki Aiba : Shusuke Fuji
- Koji Seto : Eiji Kikumaru
- Kouji Watanabe : Takashi Kawamura
- Masei Nakayama : Sadaharu Inui
- Shinpei Takagi : Takeshi Momoshiro
- Tomo Yanagishita : Kaoru Kaidoh
- Masaki Hara : Satoshi Horio
- Ryou Kawamoto : Kachiro Kato
- Kouichi Eguchi : Katsuo Mizuno
- Ren Yagami : Seiichi Yukimura
- Kentarou Kanesaki : Genichirou Sanada
- Kento Ono : Renji Yanagi
- Masataka Nakagauchi : Masaharu Niou
- Toru Baba : Hiroshi Yagyuu
- Genki Ookawa : Akaya Kirihara
- Renn Kiriyama : Bunta Marui
- Jutta Yuuki : Jackal Kuwahara
- Kazuma Kawahara : Aoi Kentaro
- Shoma Ikegami : Marehiko Itsuki
- Airu Shiozaki : Hikaru Amane
- Gaku Shindo : Harukaze Kurobane
- Ryosuke Kato : Ryou Kisarazu
- Luke C. : Eishirou Kite
- Takeshi Hayashino : Hiroshi Chinen

### The Progressive Match Higa Chuu feat Rikkai (2007)
- Shougo Sakamoto : Ryoma Echizen
- Daisuke Watanabe : Kunimitsu Tezuka
- Yuya Toyoda : Shuichiro Oishi
- Yuta Furukawa : Shusuke Fuji
- Kyousuke Hamao : Eiji Kikumaru
- Hiro Ogasawa : Takashi Kawamura
- Yuuta Takahashi : Sadaharu Inui
- Tetsuya Makita : Takeshi Momoshiro
- Yuuichirou Hirata : Kaoru Kaidoh
- Tomo Yanagishita : Kaoru Kaidoh
- Hijiri Shinotani : Yuujirou Kai
- Luke C. : Eishirou Kite
- Takeshi Hayashino : Hiroshi Chinen
- Yasuka Saito : Rin Hirakoba
- Yutaka Matsuzaki : Kei Tanishi
- Ren Yagami : Seiichi Yukimura
- Kentarou Kanesaki : Genichirou Sanada
- Kento Ono : Renji Yanagi
- Masataka Nakagauchi : Masaharu Niou
- Toru Baba : Hiroshi Yagyuu
- Genki Ookawa : Akaya Kirihara
- Jutta Yuuki : Jackal Kuwahara

### Dream Live5th(2008)
- Shougo Sakamoto : Ryoma Echizen
- Daisuke Watanabe : Kunimitsu Tezuka
- Yuya Toyoda : Shuichiro Oishi
- Yuuta Furukawa : Shusuke Fuji
- Kyousuke Hamao : Eiji Kikumaru
- Hiro Ogasawa : Takashi Kawamura
- Yuuta Takahashi : Sadaharu Inui
- Tetsuya Makita : Takeshi Momoshiro
- Yuuichirou Hirata : Kaoru Kaidoh
- Tomo Yanagishita : Kaoru Kaidoh
- Hijiri Shinotani : Yuujirou Kai
- Luke C. : Eishirou Kite
- Takeshi Hayashino : Hiroshi Chinen
- Yasuka Saito : Rin Hirakoba
- Yutaka Matsuzaki : Kei Tanishi
- Ren Yagami : Seiichi Yukimura
- Kentarou Kanesaki : Genichirou Sanada
- Kento Ono : Renji Yanagi
- Masataka Nakagauchi : Masaharu Niou
- Toru Baba : Hiroshi Yagyuu
- Genki Ookawa : Akaya Kirihara
- Renn Kiriyama : Bunta Marui
- Mamoru Miyano : Tetsu Ishida
- Ryosuke Kato : Atsushi Kisarazu
- Yuki Ohtake : Ichirou Kaneda
- JURI : Jin Akutsu
- Ryo Washimi : Munehiro Kabaji
- Takumi Saito : Yuushi Oishitari
- Kenta Kamakari : Ryoh Shishido
- Kazuma Kawahara : Aoi Kentaro
- Kanata Irei : Kojirou Saeki
- Ryosuke Kato : Ryoh Kisarazu
- Shoma Ikegami : Marehiko Itsuki